# Stenus fraternus
Stenus fraternus är en skalbaggsart som beskrevs av Thomas Casey. Stenus fraternus ingår i släktet Stenus och familjen kortvingar. Inga underarter finns listade i Catalogue of Life.